# Visor

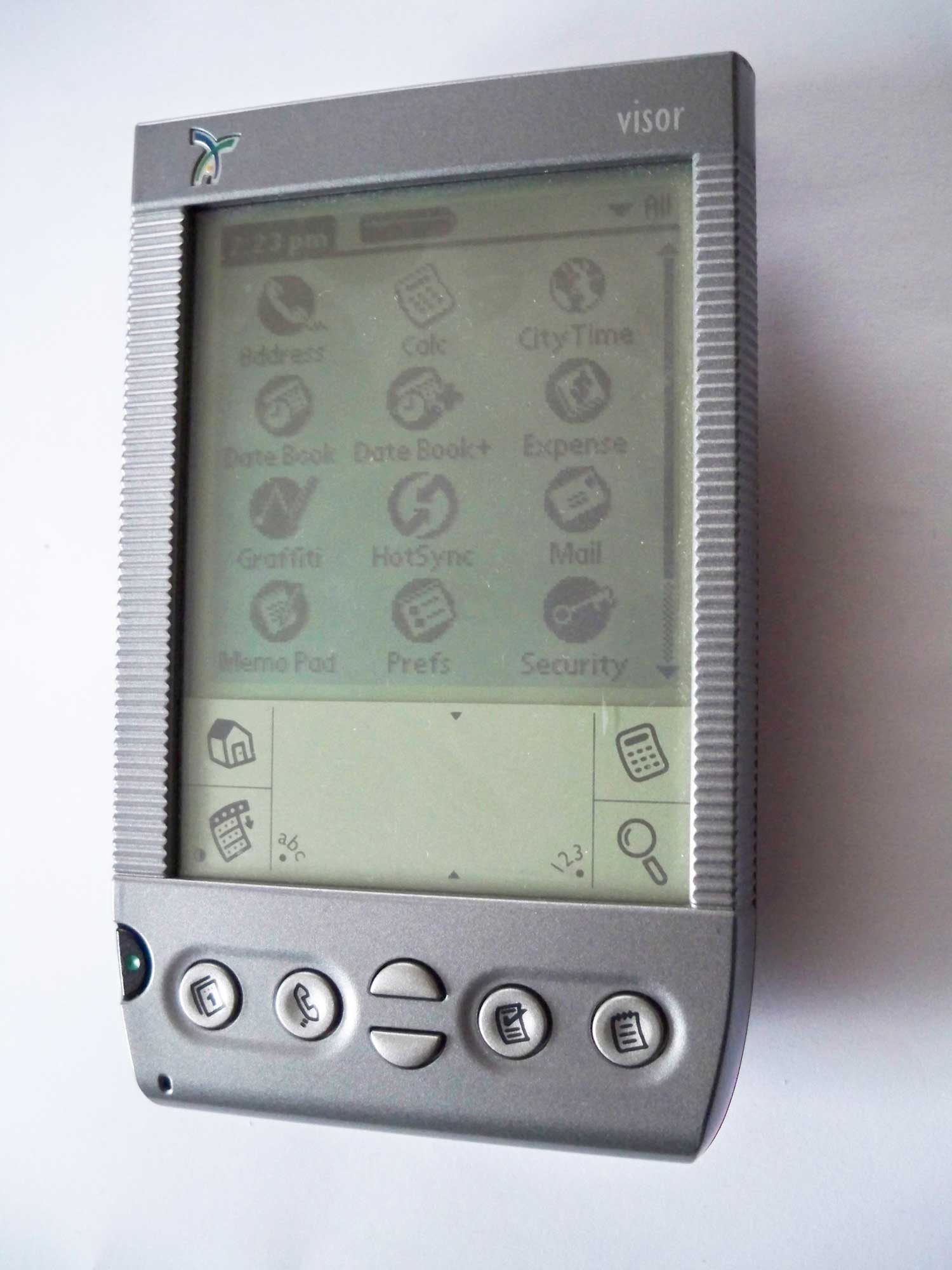
Handspring Visor

Visor is de naam van een reeks PDA's die tussen 1999 en 2002 door het Amerikaanse bedrijf Handspring op de markt werden gebracht. Er zijn verschillende uitvoeringen, zoals de Visor Solo, Visor Deluxe, Visor Edge en Visor Platinum.